# Vassileostrovskaïa (métro de Saint-Pétersbourg)
Vassileostrovskaïa (en russe : Василеостро́вская) est une station de la ligne 3 du Métro de Saint-Pétersbourg. Elle est située dans le raïon de l'Île Vassilievski, à Saint-Pétersbourg en Russie.
Mise en service en 1967, elle est desservie par les rames de la ligne 3 du métro de Saint-Pétersbourg.

## Situation sur le réseau

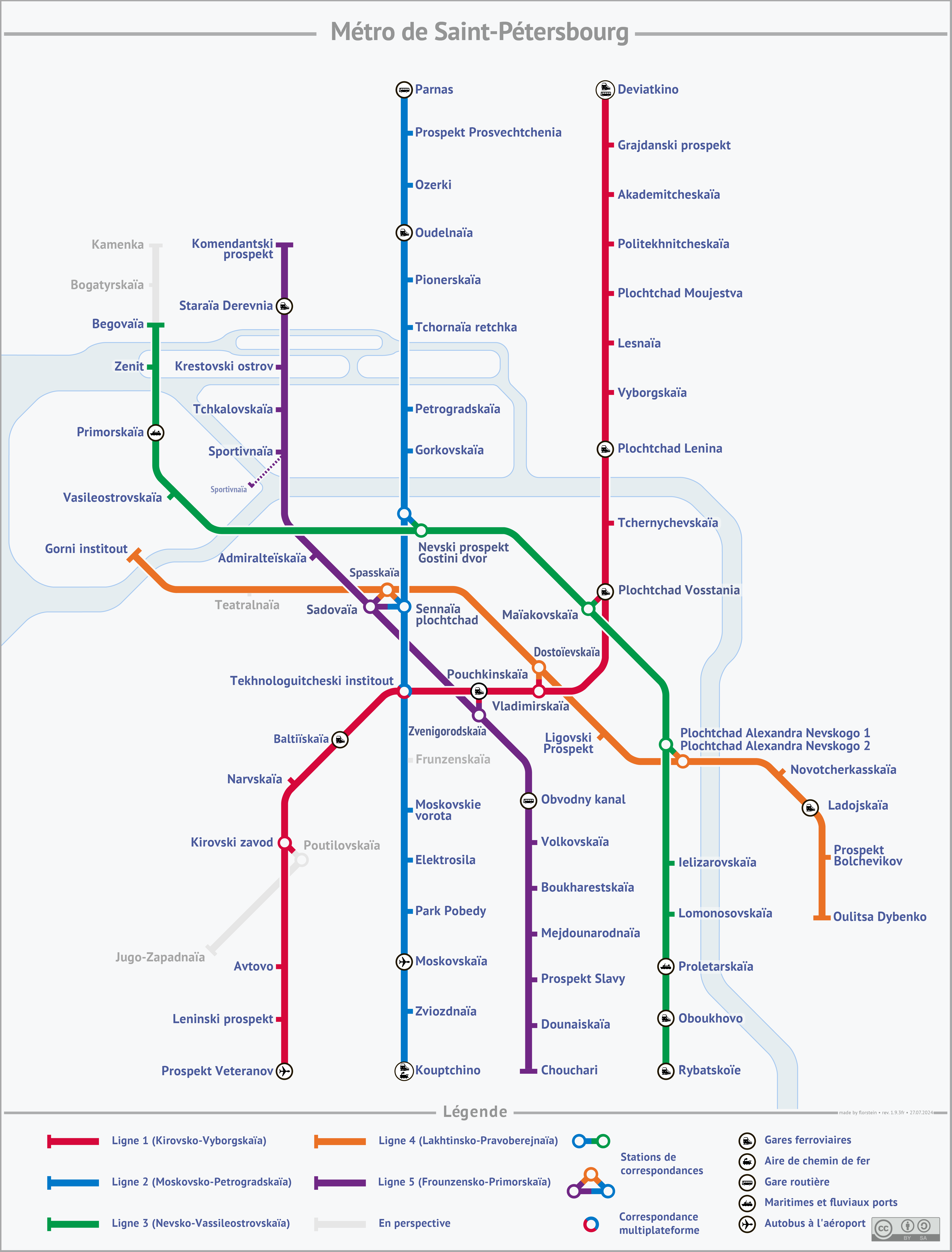
Plan du métro.

Établie en souterrain à 64 m. de profondeur, Primorskaïa est une station de passage de la ligne 3 du métro de Saint-Pétersbourg. Elle est située entre la station Primorskaïa, terminus nord-ouest, et la station Gostiny Dvor, en direction du terminus sud-est Rybatskoïe.
La station dispose d'un quai central encadré par les deux voies de la ligne.

## Histoire
La station Vassileostrovskaïa est mise en service le 3 novembre 1967, lors de l'ouverture à l'exploitation de la section de Vassileostrovskaïa à Plochtchad Alexandra Nevskogo 1. Elle est nommée en fonction de sa situation sur l'Île Vassilievski. La station souterraine est construite suivant un nouveau type de station dite station fermée (ru), ou le quai central donne sur des portes fermées qui ne s'ouvrent en coulissant que lorsque la rame est présente.
Elle devient une station de passage le 28 septembre 1979, lors du prolongement de la ligne au nouveau terminus Primorskaïa .

## Services aux voyageurs

### Accès et accueil
Elle dispose d'un pavillon d'accès situé au sud-est de la station. Il est relié au quai par un tunnel en pente équipé de trois escaliers mécaniques.

### Desserte
Vassileostrovskaïa est desservie par les rames de la ligne 3 du métro de Saint-Pétersbourg. Elle est du type station fermée (ru) avec un accès aux rames par des portes coulissantes, donnant sur le quai central, ouvertes uniquement lorsque la rame est présente.

Installations et desserte
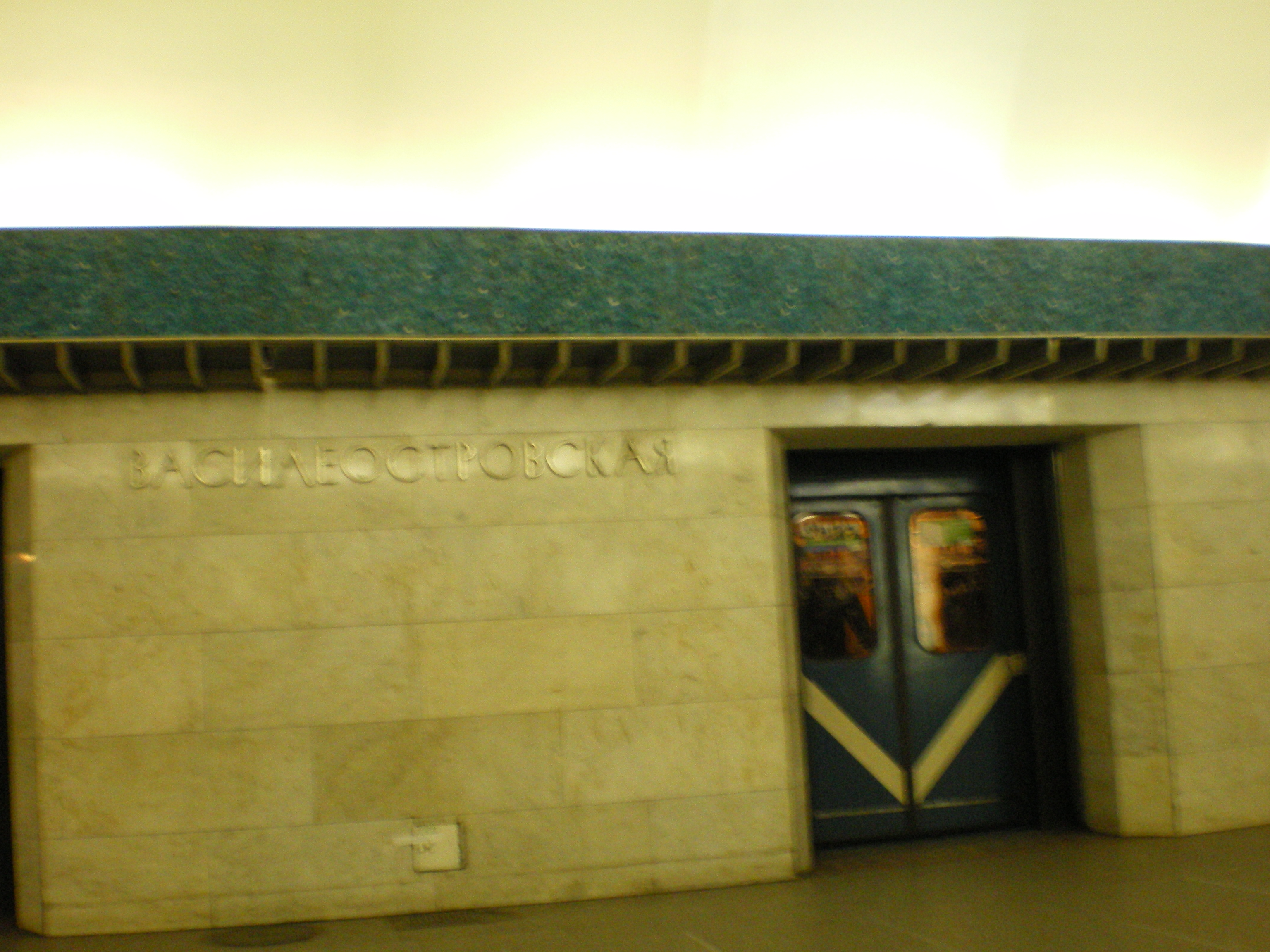
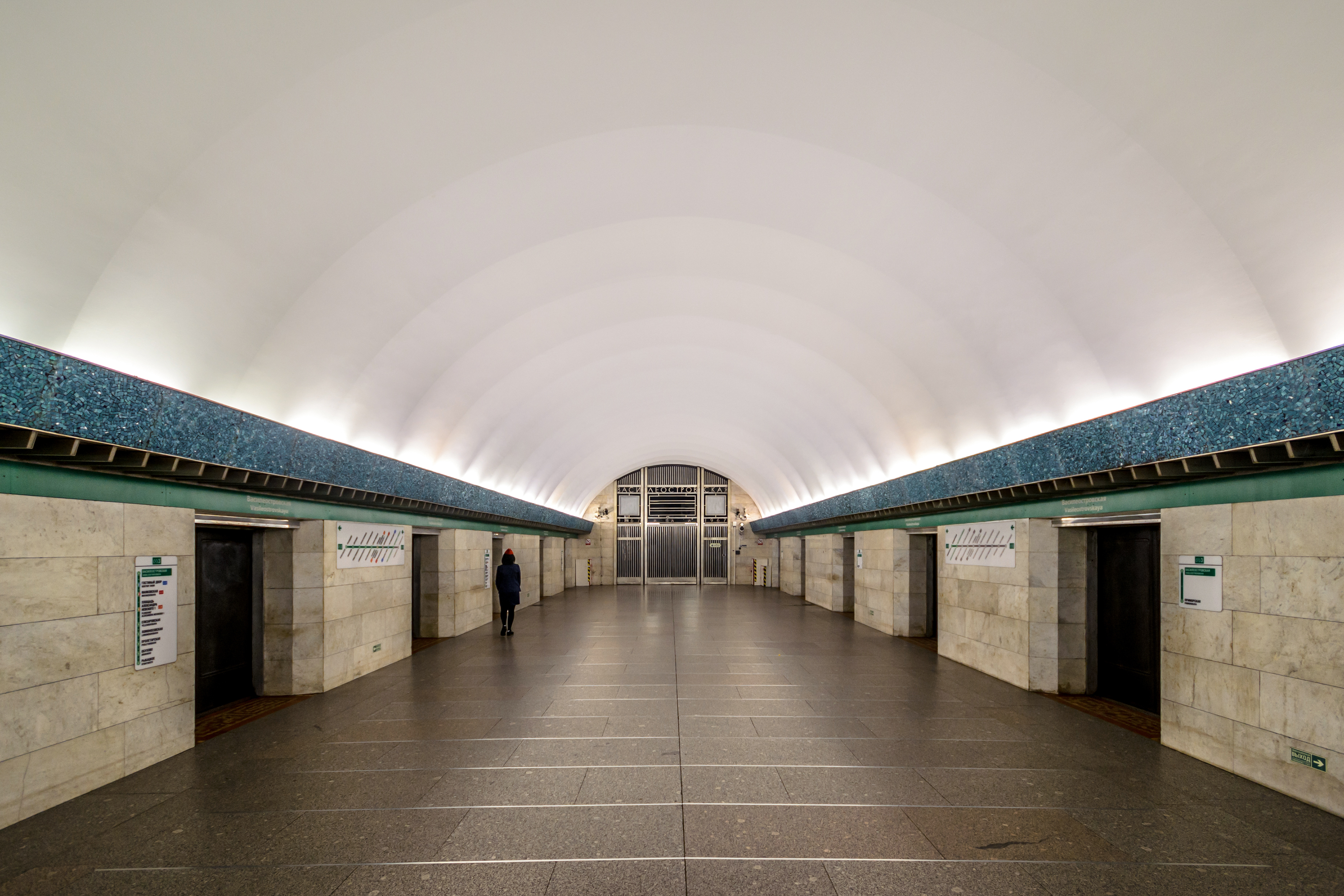
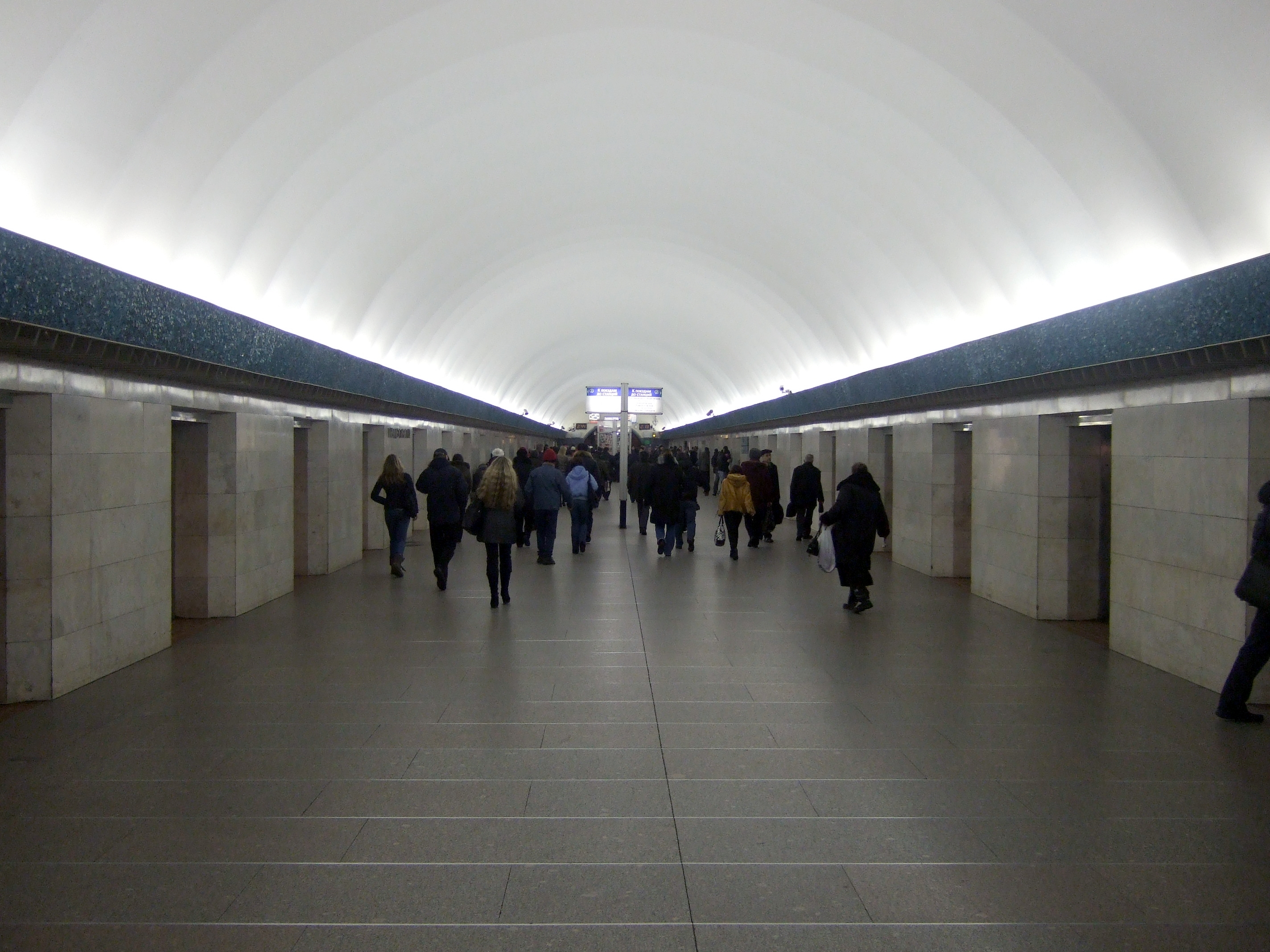

### Intermodalité
À proximité : une station du Tramway de Saint-Pétersbourg est desservie par les lignes 6 et 40, et des arrêts de bus sont desservis par plusieurs lignes.